# Saint-Maxent
Saint-Maxent là một xã ở tỉnh Somme, vùng Hauts-de-France, Pháp.
Thị trấn này có cự ly khoảng 10 dặm Anh về phía tây nam của Abbeville, trên giao lộ giữa đường D86 và đường D29.

## Dân số
| 1962                                                                             | 1968 | 1975 | 1982 | 1990 | 1999 | 2018 |
| -------------------------------------------------------------------------------- | ---- | ---- | ---- | ---- | ---- | ---- |
| 413                                                                              | 417  | 379  | 365  | 365  | 369  | 393  |
| Census count starting from 1962 Source=INSEE: Population without double counting |      |      |      |      |      |      |